# Helmut Hirsch (historicus)
Helmut Hirsch (Barmen (Wuppertal), 2 september 1907 – Düsseldorf, 21 januari 2009) was een Duits historicus.
Na machtsgreep van de nazi's in 1933 brak hij zijn studies af en vluchtte hij met zijn echtgenote naar Saarland, omdat hij van Joodse afkomst was. Hij werd als Duits vluchteling in 1939 geïnterneerd, maar werd een jaar later toch bij het Franse leger ingelijfd. Dankzij een noodvisum kon het echtpaar Hirsch in 1941 naar New York reizen. Hirsch werd hoogleraar Europese geschiedenis aan het Roosevelt College in Chicago en keerde in 1961 terug naar Duitsland. Hij publiceerde belangrijke werken over de sociale geschiedenis van Duitsland, zoals biografieën van Sophie von Hatzfeldt, Bettina von Arnim en Rosa Luxemburg. 
Bij zijn overlijden in januari 2009 was Helmut Hirsch met zijn 101 jaar het oudste lid van de PEN-club.